# Croacia en los Juegos Paralímpicos de Río de Janeiro 2016
Croacia estuvo representada en los Juegos Paralímpicos de Río de Janeiro 2016 por un total de 19 deportistas, 12 hombres y siete mujeres.

## Medallistas
El equipo paralímpico croata obtuvo las siguientes medallas:
| Nombre                             | Deporte       | Evento                          |
| ---------------------------------- | ------------- | ------------------------------- |
| Oro                                |               |                                 |
| Mikela Ristoski                    | Atletismo     | Salto de longitud T20 femenino  |
| Sandra Paović                      | Tenis de mesa | Individual 6 femenino           |
| Plata                              |               |                                 |
| Zoran Talić                        | Atletismo     | Salto de longitud T20 masculino |
| Helena Dretar Karić Anđela Mužinić | Tenis de mesa | Equipo 1-3 femenino             |
| Bronce                             |               |                                 |
| Velimir Šandor                     | Atletismo     | Disco F52 masculino             |